# 통일로 가는길
통일로 가는길은 KBS 제1라디오에서 방송했던 북한에 관련한 프로그램이다.
진행자는 명지대학교 교수 신율이며, 방송시간은 매주 일요일 밤 8시 5분부터 밤 8시 56분까지다.

## 프로그램 소개
- 주간 통일 뉴스 : 한 주간의 북한 관련 뉴스를 종합 분석해보는 시간 고려대학교 아세아 문제 연구소 남광규 교수와 함께합니다.
- 통일 법률 상담소 : 통일 이후 남과 북 법률상의 차이로 발생할 수 있는 다양한 법적 분쟁들, 국민대 북한법제센터 손행선 박사와 함께 사례를 통해 분석해봅니다.
- 이현희 교수의 우리말 하나로 : 남과 북 언어의 통일, 통일의 첫 걸음이죠. 안양대학교 국어 국문학과 이현희 교수와 함께 남과 북 생활 속 언어의 차이, 알아봅니다.
- 타박타박 북녘기행 : 한국 땅이름 학회 배우리 회장과 함께 가고 싶지만, 지금은 갈 수 없는 북녘 땅~ 지명에 얽힌 재미난 사연과 역사이야기 들어봅니다.
- 현인애의 북한이야기 : 북한 출신 현인애 박사와 함께 하는 흥미진진한 북한이야기입니다.

| KBS 1라디오 일요일 프로그램   |                |                                       |
| 이전                          | 통일로 가는 길 | 다음                                  |
| 주말 뉴스 매거진 태의경입니다 | 통일로 가는 길 | KBS 뉴스 9 (1TV 수중계) 스포츠 스포츠 |
|                               |                |                                       |
|                               |                |                                       |